# Örby municipalsamhälle
Örby municipalsamhälle var ett municipalsamhälle inom dåvarande Brännkyrka landskommun. Det var det ena av två municipalsamhällen inom kommunen tillsammans med Liljeholmens municipalsamhälle.
Municipalsamhället bildades 1904 och upplöstes 1 januari 1913 när Brännkyrka införlivades med Stockholms stad. Vid upplösningen bodde 2 780 personer i municipalsamhället.